# Орвалю
Орвалю (порт. Orvalho; МФА: [oɾ.ˈva.ʎu]) — парафія в Португалії, у муніципалітеті Олейруш. Розташована в східній частині країни, на теренах історичної португальської провінції Бейра. Входить до складу округу Каштелу-Бранку. За адміністративним поділом, чинним до 1976 року, терени парафії були складовою провінції Нижня Бейра. Належить до Порталегрівсько-Каштелу-Бранківської діоцезії Католицької церкви. Патрон — святий Варфоломій. Площа — 33,3113 км². Населення — 678 ос. (2011). Слабо урбанізований регіон. Густота населення — 20,35 осіб/км²
. Код — 050609.

## Населення
| Кількість мешканців | Кількість мешканців | Кількість мешканців | Кількість мешканців | Кількість мешканців | Кількість мешканців | Кількість мешканців | Кількість мешканців | Кількість мешканців | Кількість мешканців | Кількість мешканців | Кількість мешканців | Кількість мешканців | Кількість мешканців | Кількість мешканців |
| ------------------- | ------------------- | ------------------- | ------------------- | ------------------- | ------------------- | ------------------- | ------------------- | ------------------- | ------------------- | ------------------- | ------------------- | ------------------- | ------------------- | ------------------- |
| 1864                | 1878                | 1890                | 1900                | 1911                | 1920                | 1930                | 1940                | 1950                | 1960                | 1970                | 1981                | 1991                | 2001                | 2011                |
| 513                 | 667                 | 803                 | 883                 | 1 050               | 1 089               | 1 186               | 1 332               | 1 598               | 1 510               | 1 086               | 999                 | 725                 | 689                 | 678                 |